# Betzendorf
Betzendorf település Németországban, azon belül Alsó-Szászország tartományban. Lakosainak száma 1098 fő (2023. december 31.). Betzendorf Embsen, Amelinghausen, Barnstedt és Oldendorf községekkel határos.

## Népesség
A település népességének változása:
| Lakosok száma | 1140 | 1144 | 1137 | 1103 | 1111 | 1098 |
|               | 2016 | 2017 | 2019 | 2021 | 2022 | 2023 |